# 가시무라 나나
가시무라 나나(일본어: 柏村 菜那, 2004년 4월 15일 ~ )는 일본의 여자 축구 선수이다.

## 구단 경력
2023년 WE리그의 닛테레 도쿄 베르디 벨레자에 입단하였다.

## 국가대표팀 경력
그녀는 2024년 FIFA U-20 여자 월드컵에 참가할 일본 U-20 국가대표팀에 발탁되었으며, 7경기에 출전, 준우승에 기여했다.